# یلیزوفو
شهر یلیزوفو (به روسی: Елизово) در کشور روسیه و در کرای کامچاتکا واقع شده‌است.